# Сремчевич, Станислав
Станислав «Црни» Сремчевич (серб. Станислав "Црни" Сремчевић; 1910, Гунцати — 15 февраля 1943, Белград) — югославский сербский партизан времён Народно-освободительной войны Югославии, Народный герой Югославии.

## Биография
Родился в 1910 году в местечке Гунцати (ныне территория общины Книч). До начала Второй мировой войны был рабочим-металлистом. Член Компартии Югославии с 1936 года. В партизанских рядах с 1941 года. До сентября 1942 года был политработником в Шумадии, в окрестностях Аранджеловаца. Позднее перебрался в оккупированный Белград.
В начале 1943 года после облавы на белградскую ячейку КПЮ был раскрыт и 15 февраля 1943 застрелен полицией.
Похоронен после войны на Аллее расстрелянных патриотов белградского Нового кладбища. 5 июля 1951 посмертно награждён Орденом и званием Народного героя Югославии. В Крагуеваце его имя носит начальная школа.